# Consorcio de Residuos Urbanos de Navarra
El Consorcio de Residuos Urbanos de Navarra es el órgano creado por el Gobierno de Navarra para organizar la gestión de los residuos urbanos. Tiene como fin dar una solución homogénea en todo el territorio al tratamiento de la basura y que esta sea equitativa económicamente para todos los ciudadanos navarros. Fue creado en mayo de 2006.

## Objetivos
El Consorcio tiene como objetivo el dar cumplimiento a la Directiva Europea 1999/31/CE relativa al vertido de residuos. Según esta normativa para 2016 se prohibiría el vertido del 65% de los residuos urbanos biodegradables (orgánicos), debiendo ser reciclados. Según esta misma legislación, en 2009 se debería haber tratado de la misma manera al menos la mitad de estos residuos, pero sin embargo, en Navarra no se consiguió dicho porcentaje.

## Ámbito de actuación
Al Consorcio de Residuos se han adherido todas las entidades locales de la Comunidad Foral con competencia en materia de residuos urbanos, excepto la Mancomunidad de la Comarca de Pamplona. De este modo, junto al Gobierno de Navarra, integran el Consorcio las siguientes mancomunidades: Sakana, Montejurra, Sangüesa, Malerreka, Mairaga-Zona Media, Valdizarbe, Bidausi, Bortziriak-Cinco Villas, La Ribera,  Irati (antes Zona 10), Esca-Salazar, Ribera Alta de Navarra, Alto Araxes, Mendialdea y el Ayuntamiento de Baztán.

## Instalaciones
Hasta 2013 el Consorcio ha gestionado la construcción de tres plantas de transferencia –en Tafalla, Sangüesa y Santesteban– y dos muelles de descarga –a través de las mancomunidades de Sakana y Ribera Alta, respectivamente–. Estas instalaciones permiten compactar los residuos, reducir su volumen y cargarlos en camiones grandes, para su transporte a los centros de tratamiento. Este proceso consigue un ahorro de costes y de emisiones de dióxido de carbono a la atmósfera.
De esta manera, la mayor parte de los residuos de las mancomunidades de Navarra son transportados y tratados en los centros de tratamiento de Culebrete, gestionado por la Mancomunidad de la Ribera, y de Cárcar, gestionado por la Mancomunidad de Montejurra. Los envases recogidos en el contenedor amarillo tienen como destino la  planta de selección de envases de Peralta.
En cuanto a los residuos de materia orgánica degradable (bioresiduos), que se han empezado a recoger de manera selectiva en 2013 en las Mancomunidades de Sakana y de la Ribera Alta, estos son trasladados de momento a plantas privadas de biometanización. En el futuro, cuando este tipo de recogida selectiva se implante de forma generalizada en el resto de las mancomunidades, el Consorcio tiene intención de construir plantas propias de compostaje descentralizadas para su tratamiento.

## Vertederos en Navarra
La puesta en marcha de las actuaciones indicadas ha permitido que las Mancomunidades hayan procedido al sellado y recuperación de sus antiguos vertederos de residuos urbanos. Así, para 2011 se habían clausurado los vertederos de Aspurz (Mancomunidad de Esca-Salazar), La Celada-Sangüesa (Mancomunidad de la Comarca de Sangüesa), Moratiel-Peralta (Mancomunidad de la Ribera Alta), Urroz (Mancomunidad de Irati, antes Zona 10), Arbizu (Mancomunidad de Sakana, que ya solo admite el vertido de residuos inertes no peligrosos), Puente la Reina (Mancomunidad de Valdizarbe), Romerales-Tafalla (Mancomunidad de Mairaga) e Ibardin-Bera (Mancomunidad de Bortziriak).
De este modo, en 2013 solamente existen tres vertederos operativos en Navarra; el de Góngora, gestionado por la Mancomunidad de la Comarca de Pamplona y los asociados a los Centros de Tratamiento de Culebrete y Cárcar.